# Rhyscotus bicolor
Rhyscotus bicolor là một loài chân đều trong họ Rhyscotidae. Loài này được Barnard miêu tả khoa học năm 1924.